# موزه تاریخ جاکارتا
موزه تاریخ جاکارتا (اندونزیایی: Museum Sejarah Jakarta) که با عنوان موزه فتح‌الله یا موزه باتاویا هم معروف است در شهر قدیمی (معروف به کوتا توا) جاکارتا، اندونزی واقع شده است. این ساختمان در سال ۱۷۱۰ تحت عنوان مرکز شهرداری (Stadhuis) یا (سیتی هال) باتاویا ساخته شد. موزه تاریخ جاکارتا در سال ۱۹۷۴ افتتاح شد و اشیائی از دوره ماقبل تاریخ شهر را در معرض دید گذاشته است، ضمن اینکه جایاکارتا در سال ۱۵۲۷ بنیان نهاده شد و دوره استعمار هلند از قرن شانزدهم تا استقلال اندونزی در سال ۱۹۴۵ به طول انجامید.
این موزه در ضلع جنوبی میدان فتح‌الله (با نام سابق میدان شهر باتاویا) در نزدیکی موزه وایانگ و موزه هنرهای زیبا و سرامیک قرار دارد. اعتقاد بر این است که این ساختمان با الگوبرداری از کاخ سلطنتی آمستردام ساخته شده است.

## مجموعه‌ها
موزه تاریخ جاکارتا شامل حدود ۲۳٬۵۰۰ شی است که برخی از آنها از موزه وایانگ (نام قدیم این موزه: de Oude Bataviasche) به این موزه آمده است. این مجموعه شامل اشیایی از کمپانی هند شرقی هلند، نقشه‌های تاریخی، نقاشی، سرامیک، مبلمان و اشیاء باستان‌شناسی از دوران پیش از تاریخ همچون کتیبه‌های دوران کهن و شمشیر است. موزه تاریخ جاکارتا همچنین حاوی ارزشمندترین مجموعه مبلمان مربوط به سبک زندگی مردم بتاوی طی قرن هفدهم تا نوزدهم است. این مجموعه‌ها درون چند اتاق همانند اتاق جاکارتای ماقبل تاریخ، اتاق تاروماناگارا، اتاق جایاکارتا، اتاق فتح‌الله، اتاق سلطان آگونگ و اتاق ام.اچ. تامرین قرار دارند.